# Good Monsters
Good Monsters é o oitavo álbum de estúdio da banda Jars of Clay, lançado a 5 de Setembro de 2006.
Este disco teve a participação de Kate York em "Even Angels Cry", Leigh Nash, dos Sixpence None the Richer em "Mirrors & Smoke" e ainda de African Children's Choir em "Light Gives Heat".

## Crítica
A revista CCM Magazine escolheu Good Monsters como o álbum do ano 2006.
Good Monsters atingiu o nº 1 do Christianity Today em 2006, e atingiu o nº 5 do New Release Tuesday Top 10 em 2006.

## Faixas

### Edição regular
1. "Work" – 3:53
2. "Dead Man (Carry Me)" – 3:20
3. "All My Tears" (Julie Miller) – 3:45
4. "Even Angels Cry" – 4:22
5. "There Is a River" (Haseltine, Lowell, Mason, Odmark, Ron Aniello) – 3:51
6. "Good Monsters" – 4:05
7. "Oh My God" – 6:06
8. "Surprise" – 3:50
9. "Take Me Higher" (Haseltine, Lowell, Mason, Odmark, Aniello) – 4:40
10. "Mirrors & Smoke" – 3:58
11. "Light Gives Heat" – 4:42
12. "Water Under The Bridge" (Haseltine, Lowell, Mason, Odmark, Aniello) – 3:58

### Edição iTunes
1. "Work" – 3:53
2. "Dead Man (Carry Me)" – 3:20
3. "All My Tears" – 3:45
4. "Even Angels Cry" – 4:22
5. "There Is a River" – 3:51
6. "Good Monsters" – 4:05
7. "Oh My God" – 6:06
8. "Surprise" – 3:50
9. "Take Me Higher" – 4:40
10. "Mirrors & Smoke" – 3:58
11. "Light Gives Heat" – 4:42
12. "Water Under The Bridge" – 3:58
13. "Work" (Versão acústica) - 3:36

## Créditos
- Ashley Cleveland - Vocal convidada
- Rosemary Butler - Vocal convidada
- Kim Fleming - Vocal convidada
- Kate York - Vocal convidada
- John Catchings - Violoncelo
- Kris Wilkinson - Viola
- Ned Henry - Violino
- Aaron Sands - Baixo
- Jeremy Lutito - Bateria
- Leigh Nash - Vocal convidada